# Pulo Panyang
Pulo Panyang is een bestuurslaag in het regentschap Bireuen van de provincie Atjeh, Indonesië. Pulo Panyang telt 702 inwoners (volkstelling 2010).